# Graphoderus cinereus
Graphoderus cinereus là một loài bọ cánh cứng trong họ Bọ nước. Loài này được Linnaeus miêu tả khoa học năm 1758.

## Hình ảnh

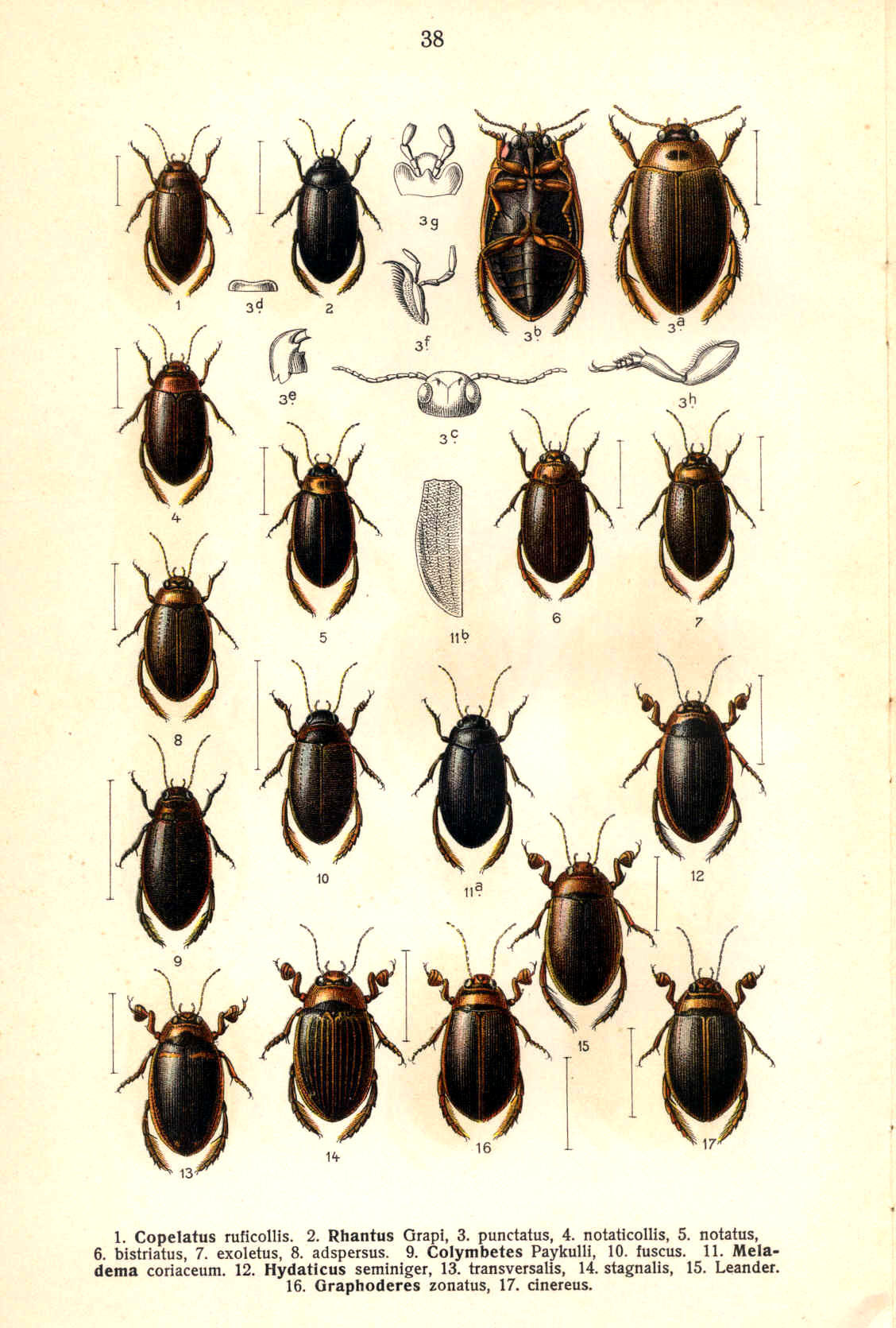
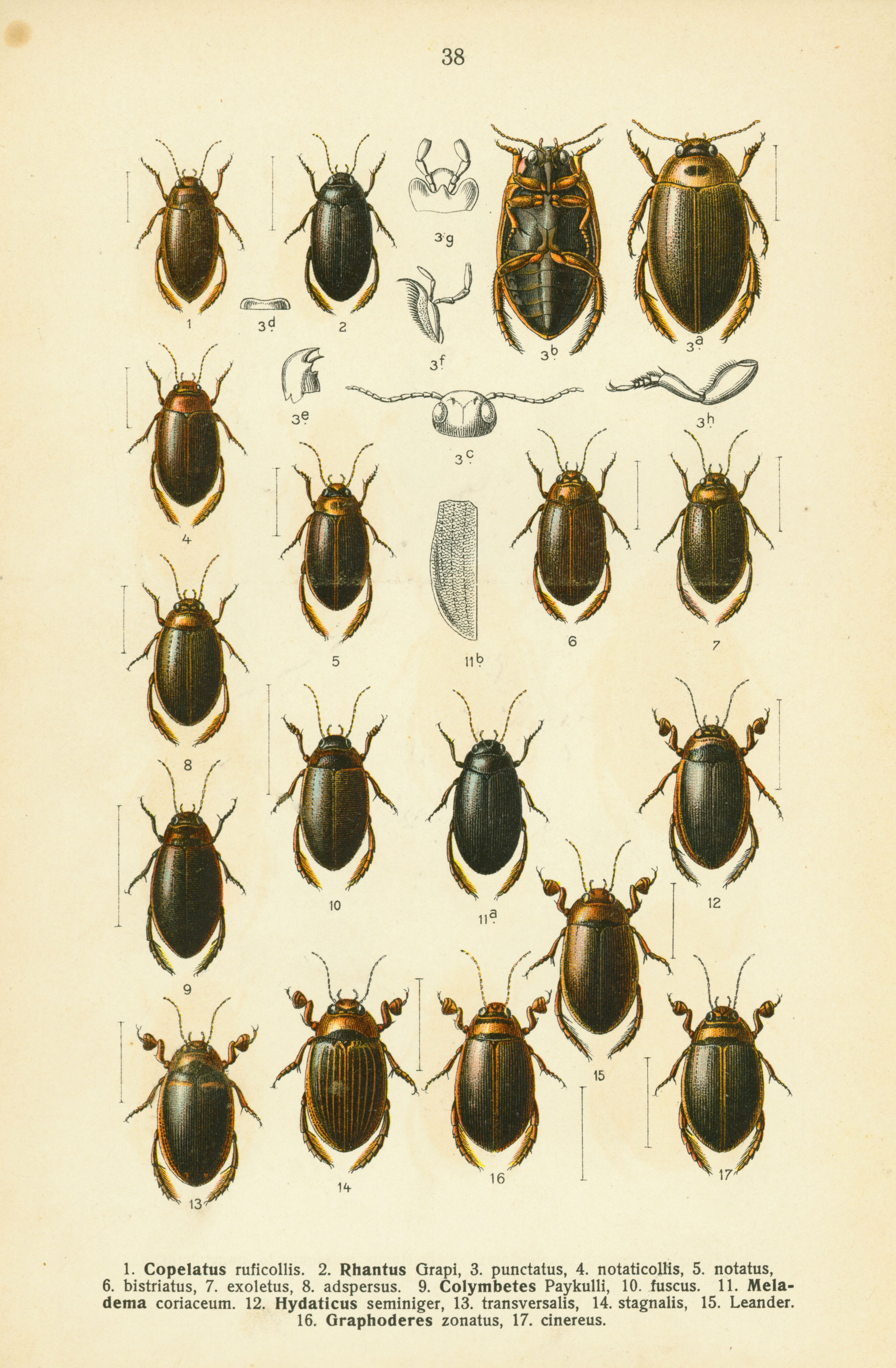